# تاتول صافاریان
تاتول موُسسی صافاریان (ارمنی: Թաթուլ Մովսեսի Սաֆարյան؛ زادهٔ ۱ نوامبر ۱۹۵۵) یک سیاستمدار اهل ارمنستان است که از تاریخ ۱۹۹۵ تا تاریخ ۱۹۹۹ سمت نمایندگی دوره اول مجلس ملی جمهوری ارمنستان را برعهده داشت.

## زندگی‌نامه
در ۱ نوامبر ۱۹۵۵ در بردادزور به دنیا آمد و از انستیتو ادبی ماکسیم گورکی فارغ‌التحصیل شد. 